# Dendrobium langbianense
Dendrobium langbianense är en orkidéart som beskrevs av François Gagnepain. Dendrobium langbianense ingår i släktet Dendrobium, och familjen orkidéer. Inga underarter finns listade i Catalogue of Life.